# Адальберт Шульц
Адальберт Шульц (нім. Adelbert Schulz; нар. 20 грудня 1903, Берлін — пом. 28 січня 1944, Шепетівка) — німецький воєначальник часів Третього Рейху, генерал-майор танкових військ Вермахту (1944). Кавалер Лицарського хреста з Дубовим листям і Мечами та діамантами (1943).

## Біографія
Закінчив гімназію, потім працював банківським клерком. У 1923-24 роках навчався в торговельному училищі, потім служив в поліції. В 1935 році перейшов у вермахт.
З жовтня 1939 року командує 1-й ротою 25-го танкового полку. Брав участь у Французькій кампанії в складі 7-ї танкової дивізії під командуванням Ервіна Роммеля. Після кампанії призначений командиром 1-го батальйону 25-го танкового полку.
У кампанії проти СРСР батальйон під командуванням Шульца пройшов через Вільнюс, Мінськ, Вітебськ, Смоленськ до підмосковного Клину.  У січні - травні 1942 року 7-а танкова дивізія боролася в районі Ржева, потім була відведена до Франції. З січня 1943 дивізія знову на Східному фронті, в районі Ізюма, потім в районі Харкова і Бєлгорода. А березні 1943 року був призначений командиром 25-го танкового полку.
У листопаді 1943 року 7-я танкова дивізія боролася в районі Києва. 1 січня 1944 року призначений командиром 7-ї танкової дивізії, що діяла в районі Житомира.
28 січня 1944 року генерал-майор Шульц під час бою під Шепетівкою був убитий осколком снаряда, який вразив його в голову.

## Нагороди
- Медаль «За вислугу років у Вермахті» 4-го, 3-го і 2-го класу (18 років)
- Медаль «У пам'ять 13 березня 1938 року»
- Медаль «У пам'ять 1 жовтня 1938»
- Залізний хрест
  - 2-го класу (24 травня 1940)
  - 1-го класу (29 травня 1940)
- Нагрудний знак «За поранення» в сріблі
- Нагрудний знак «За танкову атаку» в бронзі та сріблі
- Медаль «За зимову кампанію на Сході 1941/42»
- Лицарський хрест Залізного хреста з дубовим листям, мечами та діамантами
  - Лицарський хрест (29 вересня 1940)
  - Дубове листя (№47; 31 грудня 1941)
  - Мечі (№33; 6 серпня 1943)
  - Діаманти (№9; 14 грудня 1943)
- Відзначений у Вермахтберіхт
  - «Командир бронетанкової дивізії генерал-майор Шульц, який отримав найвищу нагороду за сміливість від фюрера кілька днів тому, героїчно загинув. З ним армія втратила одного зі своїх кращих офіцерів і зразкового командира.» (30 січня 1944)